# Barfrestone
Barfrestone är en by i civil parish Eythorne, i distriktet Dover, i grevskapet Kent, i England. Byn är belägen 14 km från Canterbury. Barfreston var en civil parish fram till 1935 när blev den en del av Eythorne. Civil parish hade 91 invånare år 1931. Byn nämndes i Domedagsboken (Domesday Book) år 1086, och kallades då Berfrestone.